# Kesterita
La kësterita o kesterita es un mineral de la clase de los minerales sulfuros, y dentro de esta pertenece al llamado "grupo de la estannita". Fue descubierta antes de 1958 en el yacimiento Kester, en la república de Sajá (Rusia), siendo nombrado este mineral a partir del nombre del sitio donde se encontró. Sinónimos poco usados son: isostannita o khinganita.

## Características químicas
Químicamente es un sulfuro-estañato de cobre y cinc (CZTS). Es el equivalente enriquecido en cinc de la ferrokesterita (Cu2(Fe,Zn)SnS4). Como el resto de los minerales del grupo de la estannita, son todos sulfuros con tres metales. Puede llevar como impureza algo de hierro, pero si es una cantidad apreciable entonces se trata de la ferroskerita ya mencionada.
Forma una serie de solución sólida con la estannita (Cu2FeSnS4), en la que la sustitución gradual del cinc por hierro va dando los distintos minerales de la serie.

## Formación y yacimientos
Aparece en pequeñas vetas de origen hidrotermal de cuarzo-sulfuros en yacimientos de estaño. Suele encontrarse asociado a otros minerales como: arsenopirita, estannoidita, calcopirita, calcocita, esfalerita o tennantita.